# فيلياتينو (زاكارباتسكا)

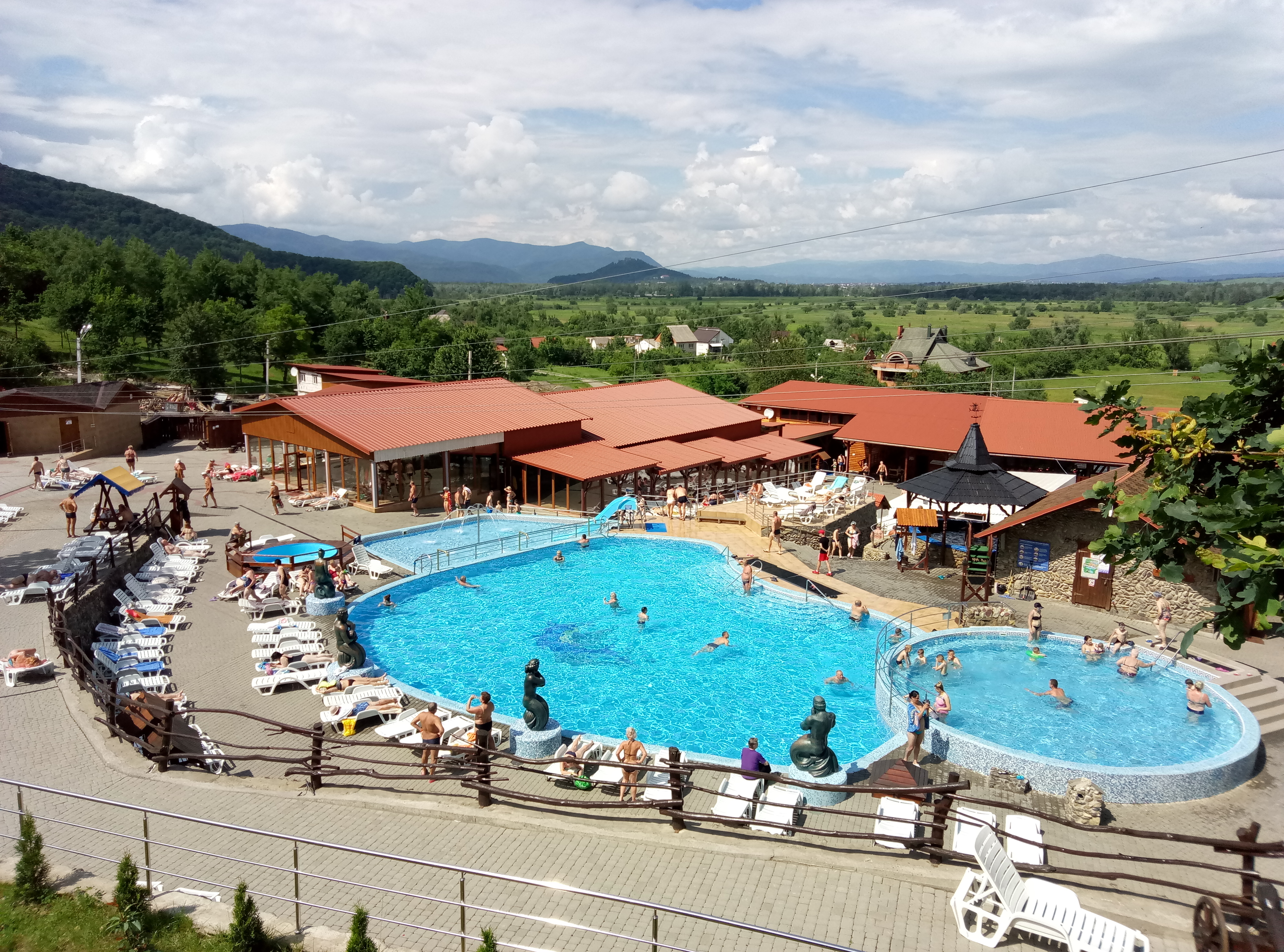

فيلياتينو (Велятино) هي مدينة في مقاطعة زاكارباتسكا في أوكرانيا.
يبلغ عدد سكانها حوالي 4450   نسمة.